# The Hamilton Mixtape
The Hamilton Mixtape è un mixtape pubblicato il 2 dicembre 2016 che presenta diverse canzoni del musical Hamilton del 2015 interpretate da molti artisti.
The Hamilton Mixtape debutta alla prima posizione della Billboard 200 con un equivalente di 187.000 unità vendute, di cui 169.000 sono copie fisiche.

## Tracce
1. No John Trumbull (Intro) (The Roots) – 0:46 (testo: Lin-Manuel Miranda – musica: The Roots)
2. My Shot (feat. Busta Rhymes, Joell Ortiz & Nate Ruess) (Rise Up Remix) – 4:31 (testo: Albert Johnson, Christopher Wallace, Joell Ortiz, Kejuan Muchita, Lin-Manuel Miranda, Osten Harvey, Jr., Roger Troutman, Tariq Trotter, Trevor Tahiem Smith Jr. – musica: The Roots, Mike Elizondo)
3. Wrote My Way Out (Nas, Dave East, Lin-Manuel Miranda & Aloe Blacc) – 4:21 (testo: David Brewster, Egbert Nathaniel Dawkins III, Lin-Manuel Miranda, Nasir Jones, Ramon Ibanga, Jr. – musica: !llmind)
4. Wait for It (Usher) – 3:28 (testo: Lin-Manuel Miranda – musica: Supa Dups)
5. An Open Letter (Interlude) (Watsky featuring Shockwave) – 1:08 (testo: Lin-Manuel Miranda – musica: Bill Sherman, Shockwave)
6. Satisfied (Sia featuring Miguel & Queen Latifah) – 5:18 (testo: Lin-Manuel Miranda – musica: Elizondo, Tony Esterly)
7. Dear Theodosia (Regina Spektor featuring Ben Folds) – 2:25 (testo: Lin-Manuel Miranda – musica: Leo Abrahams, Regina Spektor)
8. Valley Forge (Lin-Manuel Miranda) – 2:46 (testo: Lin-Manuel Miranda – musica: Lin-Manuel Miranda)
9. It's Quiet Uptown (Kelly Clarkson) – 4:37 (testo: Lin-Manuel Miranda – musica: Jason Halbert)
10. That Would Be Enough (Alicia Keys) – 4:04 (testo: Lin-Manuel Miranda – musica: Emile Haynie, Alicia Keys)
11. Immigrants (We Get the Job Done) (K'naan, Snow Tha Product, Riz MC & Residente) – 4:41 (testo: Claudia Feliciano, Jeffrey Penalva, Keinan Warsame, Lin-Manuel Miranda, René Pérez Joglar, Riz Ahmed – musica: Trooko)
12. You'll Be Back (Jimmy Fallon & The Roots) – 4:10 (testo: Lin-Manuel Miranda – musica: Ahmir Thompson, Tariq Trotter, James Poyser)
13. Helpless (Ashanti featuring Ja Rule) – 3:35 (testo: Lin-Manuel Miranda – musica: Frequency)
14. Take a Break (Interlude) (!llmind) – 0:48 (testo: Lin-Manuel Miranda – musica: !llmind)
15. Say Yes to This (Jill Scott) – 3:50 (testo: Lin-Manuel Miranda, Jill Scott, Aaron Pearce – musica: Aaron Pearce)
16. Congratulations (Dessa) – 2:11 (testo: Lin-Manuel Miranda – musica: Andy Thompson)
17. Burn (Andra Day) – 3:39 (testo: Lin-Manuel Miranda – musica: Elizondo)
18. Stay Alive (Interlude) (J.PERIOD & Stro Elliot) – 0:33 (musica: J.PERIOD, Stro Elliot)
19. Cabinet Battle 3 (Lin-Manuel Miranda) – 2:49 (testo: Bruce Washington, Joseph Paquette, Katari Cox, Lin-Manuel Miranda, Rufus Cooper III, Tupac Shakur, Tyrone Wrice, Yafeu Fula – musica: Lin-Manuel Miranda)
20. Washingtons by Your Side (Wiz Khalifa) – 2:55 (testo: Cameron Thomaz, Eric Dan, Jeremy Kulousek, Lin-Manuel Miranda, Zach Vaughan – musica: I.D. Labs)
21. History Has Its Eyes on You (John Legend) – 3:16 (testo: Lin-Manuel Miranda – musica: John Legend)
22. Who Tells Your Story (The Roots featuring Common & Ingrid Michaelson) – 4:13 (testo: Ingrid Michaelson, Lin-Manuel Miranda, Lonnie Lynn, Ramon Ibanga, Jr., Tarik Trotter – musica: !llmind)
23. Dear Theodosia (Reprise) (Chance the Rapper & Francis and the Lights) – 3:39 (testo: Lin-Manuel Miranda – musica: The Social Experiment, Francis Farewell Starlite)

Durata totale: 73:43

## Classifiche

### Classifiche settimanali
| Classifiche (2016)        | Posizione massima |
| ------------------------- | ----------------- |
| Australia                 | 26                |
| Belgio (Fiandre)          | 114               |
| Canada                    | 9                 |
| Nuova Zelanda             | 29                |
| Stati Uniti               | 3                 |
| US Digital Albums         | 1                 |
| US Top R&B/Hip-Hop Albums | 1                 |
| US Rap Albums             | 1                 |
| Ungheria                  | 6                 |